# Chaetodon mertensii
Chaetodon mertensii är en fiskart som beskrevs av Georges Cuvier, 1831. Chaetodon mertensii ingår i släktet Chaetodon och familjen Chaetodontidae. IUCN kategoriserar arten globalt som livskraftig. Inga underarter finns listade i Catalogue of Life.